# Lundagård (park)

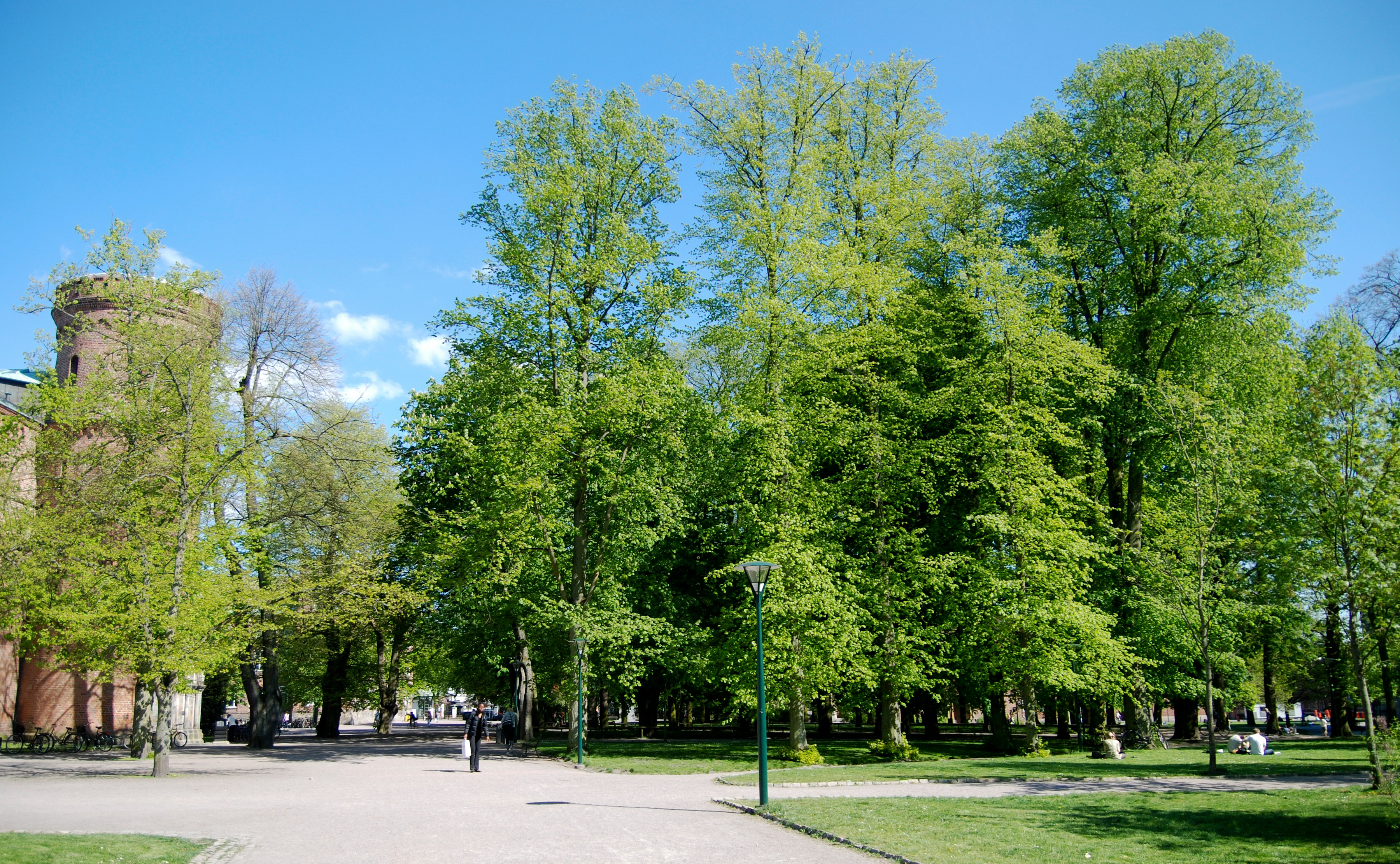
Lundagård, sedd österut från Kyrkogatan mot Kungshuset

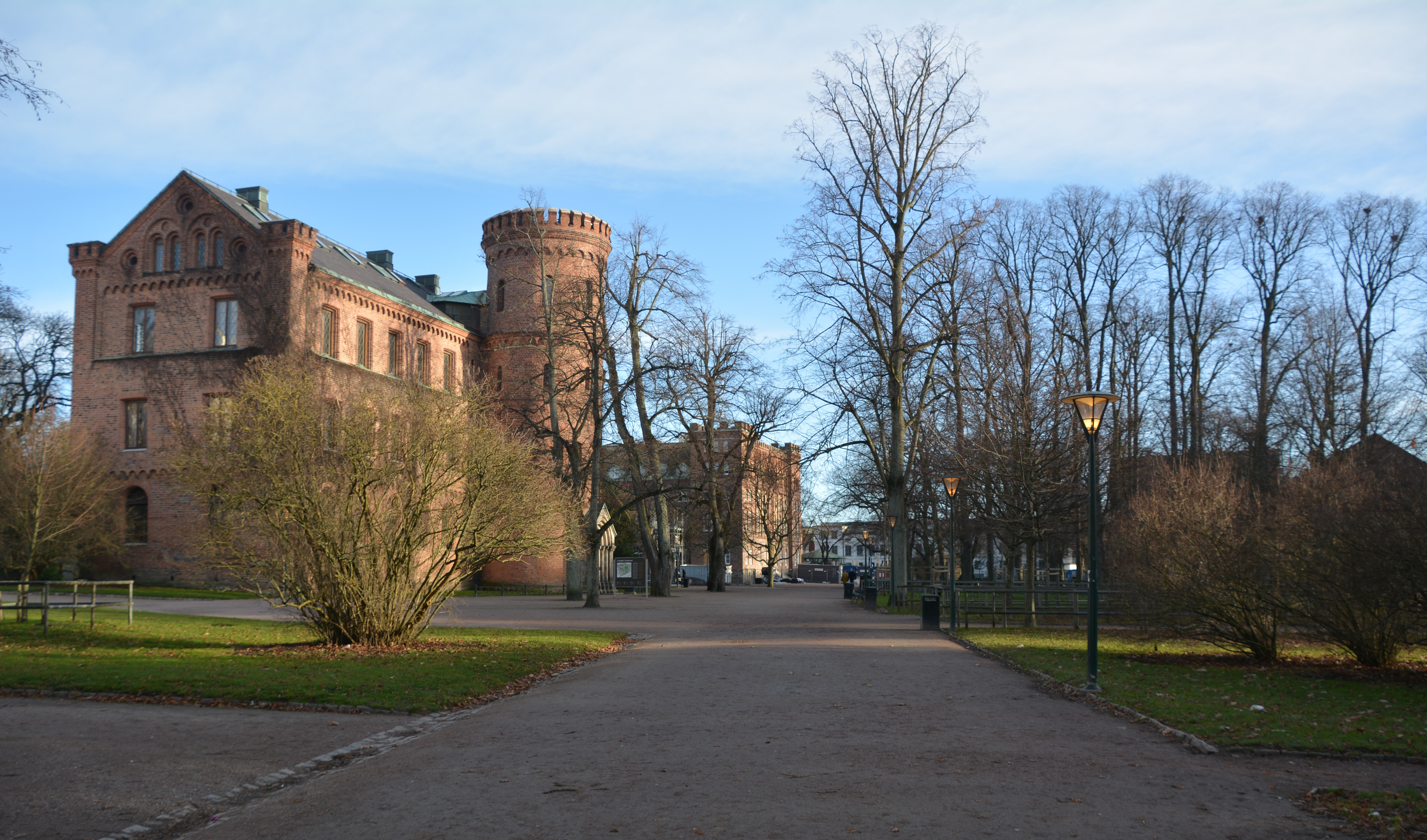
Lundagård, sedd österut från Kyrkogatan mot Kungshuset och med AF-borgen och Kulturen i bakgrunden

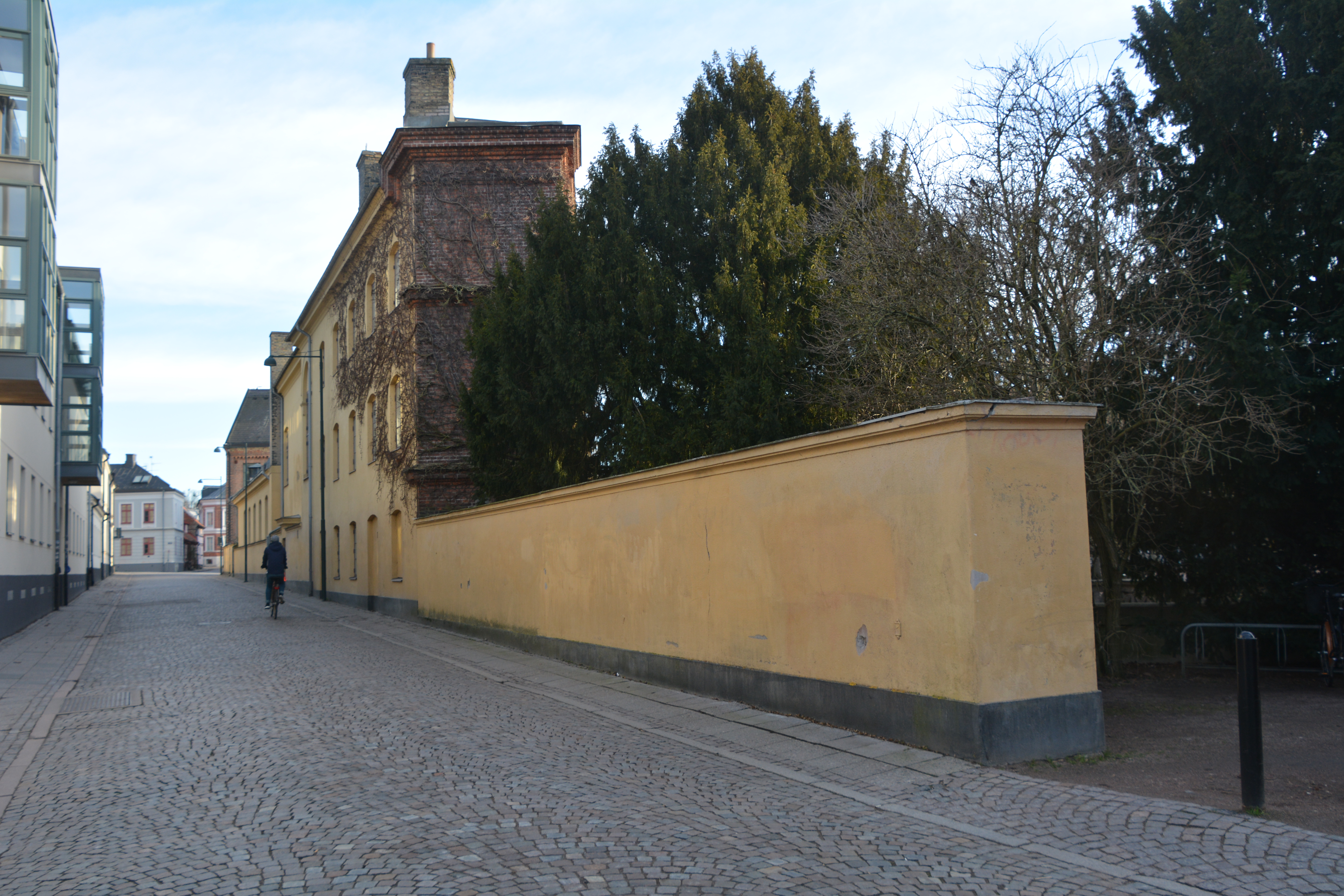
Den kvarvarande resten av muren runt Lundagård utmed Paradisgatan. I bildens mitt syns baksidan av Palaestra et Odeum

Lundagård är en park i centrala Lund, belägen mellan domkyrkan i söder och Kungshuset. Det är Lunds äldsta park.
Grunden till den nuvarande parkanläggningen lades på 1700-talet av överhovintendenten Johan Hårleman.  Lundagård blev därigenom en naturlig mötesplats för ”flanörer, studenter och stadens borgerskap”, en oas i den vid tiden i övrigt trädfattiga staden. I väster avgränsas Lundagård av Kyrkogatan och i öster vetter den mot bland annat Tegnérsplatsen och Krafts torg. Direkt norr om Lundagård ligger Universitetsplatsen vilken i mycket utgör en naturlig fortsättning av parken. I väst, mot platsen där tidigare Stora Kyrkogatan möter Lilla Gråbrödersgatan, låg tidigare Lilla torg.

## Historik
Lundagårds historik hör intimt samman med Lunds stads historik. Kungsgården/borgen Lundagård byggdes omkring år 1000 och Lund blev så småningom ett maktcentrum i det tidigmedeltida Norden. Ett ärkebiskopssäte inrättades 1103, vilket omfattade i stort sett hela Norden, och i mitten av 1100-talet färdigställdes Lunds domkyrka. Lundagård omgavs då av en mur och innanför, på gårdsplanen, fanns – förutom Kungsgården och domkyrkan – Kungliga myntslageriet och ekonomibyggnader. Krafts torg i parkens sydöstra hörn var ett av stadens viktigaste försäljningsområden och blev så småningom delvis även en kyrkogård. En av de få byggnaderna som finns kvar från medeltiden är Liberiet.
Senare under medeltiden förändrades området. Reformationen ledde till en kraftig minskning av antalet kyrkor i staden. Lund hade drygt 27 kyrkor, varav endast Sankt Peters kloster och domkyrkan finns kvar idag. Lundagård förblev dock ett kungligt maktcentrum. År 1584 färdigställdes Kungshuset.
Sveriges övertagande av Skåneland ledde inledningsvis inte till större förändringar för Lund. Staden hade då strax över 1.000 invånare. Domkyrkan behöll sin ställning som stiftskyrka. År 1666 grundades Lunds universitet, som under drygt 200 år var inhyst i Kungshuset och Liberiet. Universitetet hade knappt ett hundratal studenter inskrivna och hade inte behov av större lokaler.
År 1702 färdigställdes Kyrkogatan, som går längs Lundagårds västra sida. Tidigare hade det inte funnits en direkt förbindelse norrifrån in till Lunds centrum, utan trafiken gick från Bredgatan en sväng över Lilla Gråbrödersgatan-Stora Gråbrödersgatan-Klostergatan eller Lilla Fiskaregatan till Stortorget.

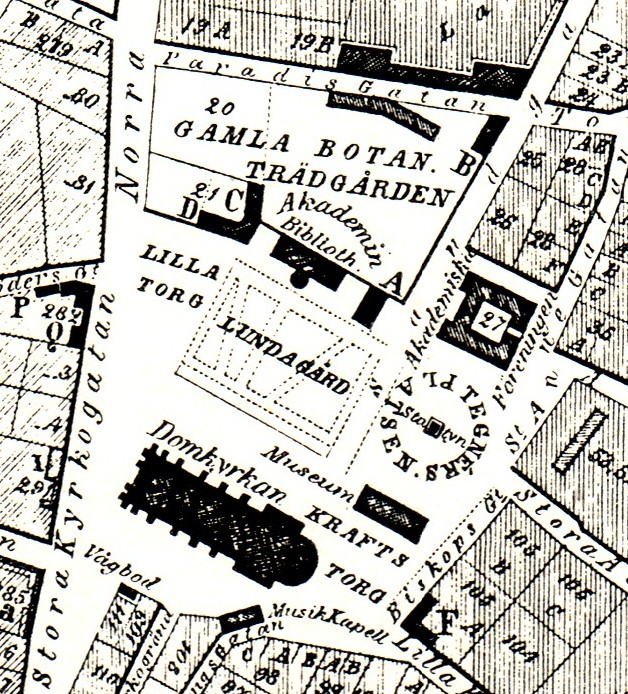
Karta över Lundagård 1866

1800-talet innebar stora förändringar för parken. Till att börja med revs muren runt Lundagård 1840 på biskopen Wilhelm Faxes order, trots studenternas protester. Studentantalet ökade och därmed även trycket på lokaler. I nära anslutning till Lundagård anlades och invigdes AF-borgen 1851 för att sedan utvidgas successivt under det kommande seklet. Kungshuset och Liberiet förslog inte längre, och 1882 invigdes den nuvarande universitetshuvudbyggnaden. Biskopen flyttade till ett nytt residens vid Vallgatan från nuvarande Historiska museet-huset vid sekelskiftet 1900.
1900-talet medförde mindre dramatiska förändringar av Lundagård. År 1913 invigdes ett bankpalats i fem våningar vid Stortorgets norra sida, vilket innebar att den medeltida Lilla Kyrkogatan, vilken sträckte sig mellan Stortorget och domkyrkan, försvann. År 1980 stängdes Sandgatan, som tidigare hade kluvit parken i två delar, av för motorfordonstrafik.
I parken hålls Lundakarnevalen vart fjärde år.